# Joseph Kosinski
Joseph Kosinski (Marshalltown, Iowa, 3 de mayo de 1974) es un actor y director de anuncios comerciales de televisión estadounidense, y director de cine principalmente conocido por su trabajo con imágenes generadas por computador (CGI). Debutó como director en la gran pantalla con la película de ciencia ficción en Disney digital 3-D Tron: Legacy, secuela de la película Tron de 1982. Sus trabajos anteriores han estado principalmente relacionados con comerciales de televisión que incluyen CGI, algunos de los cuales han sido el comercial de Starry Night, para Halo 3 y el galardonado Mad World para el videojuego Gears of War. De cara al futuro ha firmado con Disney para rehacer la película de 1979 The Black Hole (El abismo negro en Argentina, España y México; El agujero negro en Venezuela). Es el director de la exitosa secuela Top Gun: Maverick del 2022

## Biografía

### Carrera cinematográfica

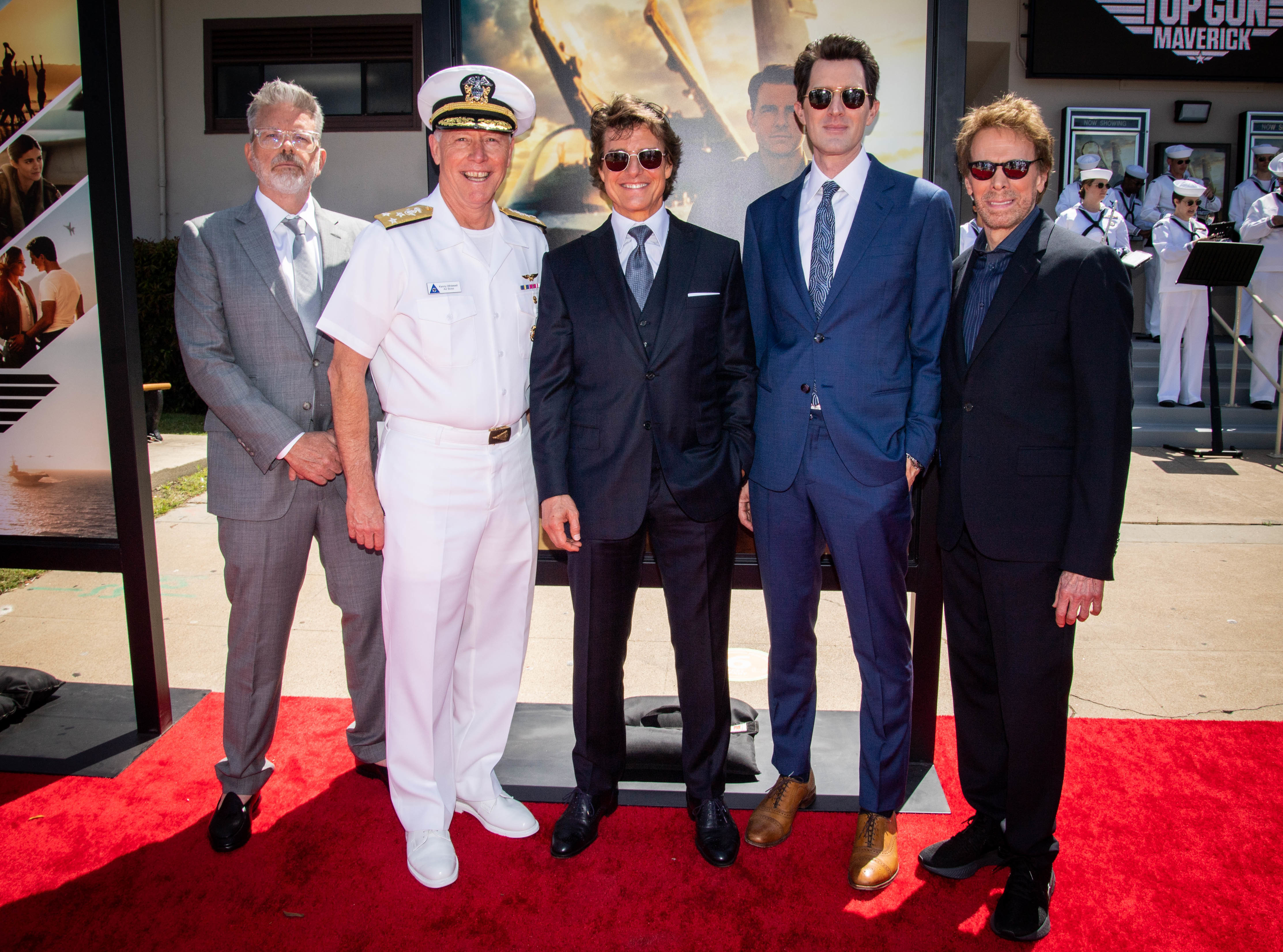
Christopher McQuarrie, el vicealmirante Kenneth R. Whitesell, Tom Cruise, Joseph Kosinski y Jerry Bruckheimer en el estreno de Top Gun: Maverick el 4 de mayo de 2022

Joseph Kosinski, de origen judío polaco por línea paterna, se crio en Marshalltown, Iowa. Tras mudarse a Los Ángeles en 2005 comenzó a escribir la novela gráfica Oblivion para Radical Books, que los estudios Universal han desarrollado y estrenado el 19 de abril de 2013.
En 2009, Disney lo contrató para dirigir la película de ciencia ficción basada en efectos especiales Tron: Legacy. Para su realización utilizó cámaras de alta velocidad y se utilizaron tecnologías de 3D Disney Digital 3D y IMAX 3D. La película fue lanzada el 17 de diciembre de 2010 reuniendo el día de su estreno alrededor de 43 millones de dólares.
Una de sus más interesantes películas es Oblivion, una película protagonizada por Tom Cruise, Morgan Freeman y Olga Kurylenko.
Sus últimas películas han sido Only The Brave, Spiderhead y la exitosa Top Gun Maverick protagonizada por Tom Cruise y es la película más taquillera de la carrera de este actor y del director y además la más taquillera del año 2022

## Galardones
- 2007 AICP Show - Mejores efectos especiales por el comercial de Gears of War: Mad World

## Filmografía
| Año  | Película          |
| ---- | ----------------- |
| 2010 | Tron: Legacy      |
| 2013 | Oblivion          |
| 2017 | Only the Brave    |
| 2022 | Top Gun: Maverick |
| 2022 | Spiderhead (2022) |
| 2025 | F1                |